# Еник тип L3T3 спорт
Еник тип L3T3 спорт (фр. Unic Type L3T3 Sport) је спортски аутомобил произведен 1923. године од стране француског произвођача аутомобила Еник.